# Калинівка (Сахновщинська селищна громада)
Кали́нівка (МФА: [kɐˈɫɪɲiu̯kɐ] ( прослухати)) — село в Україні, у Берестинському районі Харківської області. Населення становить 82 осіб. Орган місцевого самоврядування — Новочернещинська сільська рада.
Після ліквідації Сахновщинського району 19 липня 2020 року село увійшло до Красноградського (Берестинського) району.

## Географія
Село Калинівка знаходиться за 3 км від річки Багата (правий берег). На відстані 2 км розташовані села Нова Чернещина та Вовківка. В межах села протікає пересихаючий струмок з загатою.

## Історія
- 1885 — дата заснування.